# Carmiesha Cox
Carmiesha Cox (ur. 16 maja 1995) – bahamska lekkoatletka specjalizująca się w biegach sprinterskich.
Dotarła do półfinału biegu na 200 metrów podczas mistrzostw świata juniorów młodszych w Lille Metropole (2011). Złota medalistka mistrzostw panamerykańskich juniorów w sztafecie 4 × 100 metrów z tego samego roku. W 2012 trzykrotnie stawała na podium mistrzostw Ameryki Środkowej i Karaibów juniorów oraz odpadła w półfinale na 200 metrów podczas juniorskiego czempionatu świata w Barcelonie. Wielokrotnie stawała na podium CARIFTA Games. Medalistka mistrzostw Bahamów.

## Osiągnięcia
| Rok  | Impreza                                            | Miejsce         | Konkurencja             | Lokata     | Wynik (m) |
| ---- | -------------------------------------------------- | --------------- | ----------------------- | ---------- | --------- |
| 2011 | CARIFTA Games                                      | Montego Bay     | bieg na 100 metrów      | 5. miejsce | 12,01     |
| 2011 | CARIFTA Games                                      | Montego Bay     | bieg na 200 metrów      | 1. miejsce | 23,96     |
| 2011 | CARIFTA Games                                      | Montego Bay     | sztafeta 4 × 100 metrów | 2. miejsce | 46,16     |
| 2011 | Mistrzostwa świata juniorów młodszych              | Lille Metropole | bieg na 200 metrów      | półfinał   | 23,99     |
| 2011 | Mistrzostwa świata juniorów młodszych              | Lille Metropole | sztafeta szwedzka       | eliminacje | 2:11,10   |
| 2011 | Mistrzostwa panamerykańskie juniorów               | Miramar         | bieg na 200 metrów      | 7. miejsce | 24,17     |
| 2011 | Mistrzostwa panamerykańskie juniorów               | Miramar         | sztafeta 4 × 100 metrów | 1. miejsce | 45,04     |
| 2012 | CARIFTA Games                                      | Hamilton        | bieg na 100 metrów      | 2. miejsce | 11,54w    |
| 2012 | CARIFTA Games                                      | Hamilton        | sztafeta 4 × 100 metrów | 1. miejsce | 45,02     |
| 2012 | Mistrzostwa Ameryki Śr. i Karaibów juniorów (U-18) | San Salvador    | bieg na 100 metrów      | 1. miejsce | 11,70     |
| 2012 | Mistrzostwa Ameryki Śr. i Karaibów juniorów (U-18) | San Salvador    | bieg na 200 metrów      | 2. miejsce | 24,18     |
| 2012 | Mistrzostwa Ameryki Śr. i Karaibów juniorów (U-18) | San Salvador    | sztafeta 4 × 100 metrów | 2. miejsce | 45,72     |
| 2012 | Mistrzostwa świata juniorów                        | Barcelona       | bieg na 200 metrów      | półfinał   | 23,94     |
| 2013 | CARIFTA Games                                      | Nassau          | bieg na 100 metrów      | 2. miejsce | 11,61     |
| 2013 | CARIFTA Games                                      | Nassau          | bieg na 200 metrów      | 3. miejsce | 23,66     |
| 2013 | CARIFTA Games                                      | Nassau          | sztafeta 4 × 100 metrów | 1. miejsce | 44,77     |
| 2014 | Mistrzostwa świata juniorów                        | Eugene          | bieg na 200 metrów      | półfinał   | 23,92     |
| 2015 | Igrzyska panamerykańskie                           | Toronto         | sztafeta 4 × 400 metrów | 5. miejsce | 3:31,60   |
| 2015 | Mistrzostwa NACAC                                  | San José        | bieg na 200 metrów      | eliminacje | 23,96     |
| 2016 | Młodzieżowe mistrzostwa NACAC                      | San Salvador    | bieg na 100 metrów      | 3. miejsce | 11,76     |
| 2016 | Młodzieżowe mistrzostwa NACAC                      | San Salvador    | sztafeta 4 × 100 metrów | 3. miejsce | 45,17     |
| 2016 | Igrzyska olimpijskie                               | Rio de Janeiro  | sztafeta 4 × 400 metrów | eliminacje | 3:26,36   |
| 2017 | Mistrzostwa świata                                 | Londyn          | sztafeta 4 × 100 metrów | eliminacje | DNF       |

## Rekordy życiowe
- bieg na 60 metrów (hala) – 7,35 (2017)
- bieg na 100 metrów – 11,43 (2016)
- bieg na 200 metrów – 23,16 (2016) / 22,75w (2016)